# 赤星研造
赤星 研造（あかぼし けんぞう、1844年（弘化元年）2月5日または25日 - 1904年（明治37年）1月6日）は明治時代の医師。
福岡藩オランダ留学生として渡欧し、ドイツハイデルベルク大学在学中、新政府に呼び戻された。台湾出兵に従軍し、東京医学校、東京大学教授を務めた後、仙台市県立宮城病院長に招かれた。一時久留米市整理堂病院教師を務め、仙台に戻り、七ヶ浜村赤星自治院を拠点に仙台や周辺各地で診療活動を行った。

## 生涯

### 生い立ち
1844年（弘化元年）2月5日または25日、筑前国鞍手郡金生村医師赤星見竜の長男として生まれた。
1857年（安政4年）父見竜の師武谷元立の子武谷椋亭に入門し、1865年（慶応元年）藩遊学生として長崎に派遣され、精得館でアントニウス・ボードウィンに語学を学んだ。

### 留学
1867年（慶応3年）2月頃武谷椋山と共にオランダ医学留学生に選ばれ、4月18日ボードウィンに伴われて出発、28日横浜に到着し、5月11日緒方惟準、松本銈太郎、武谷椋山と出航し、上海、香港、マルセイユを経て7月10日パリに到着した。
しばらく無為にオランダに滞在した後、ドイツハイデルベルクに移り、1870年5月5日ハイデルベルク大学医学部に学籍登録した。当初Grabengasse16番地の校長Louis寡婦の下に身を寄せ、1872年冬学期からAugstinergasse3番地に移った。
1870年7月普仏戦争勃発時にはバーデン公国軍に従い、戦死者の解剖に従事した。
基礎課程在学中の1872年4月5日（明治5年2月28日）、大学東校に採用を希望され、1873年（明治6年）3月オランダ滞在中岩倉使節団副使伊藤博文を通じて帰国を命じられた。文部省留学生として1873年夏学期まで在籍し、臨床課程に進むことなく、学籍登録証、聴講許可証を携えて帰国した。

### 東京時代
1874年（明治7年）台湾出兵に際し、6月18日ドイツ人医師センベルゲルの従軍への同行を命じられ、10月24日帰国した。
1875年（明治8年）5月14日東京医学校四等教授となり、1877年（明治10年）4月から東京大学教授として外科総論を担当した。
しかし、当時佐藤進、池田謙斎等、ベルリン大学で臨床課程を修了して学位を得た留学生が帰国し始めており、早晩職を逐われることは明らかだったため、1875年（明治8年）5月17日、上六番町19番地の自宅に私塾整理医塾の開校を願い出、1877年（明治10年）12月持病の喘息を理由に大学を去り、私塾の経営に専念した。

### 仙台時代
1879年（明治12年）4月私立共立社病院が宮城県に移管する際に中目斎より院長を託され、息子中目忍と鈴木省三 の案内で仙台に渡った。県立病院長と同時に宮城医学校教頭を兼任し、1880年（明治13年）12月校長となった。
13,220人以上の患者を診察し、症例を『宮城病院雑誌』に掲載するなど精力的に活動したが、臨床課程に進めなかった劣等意識から心身症となり、診療時間を守らず、傲岸だとして自宅に石を投げられたこともあった。
1882年（明治15年）6月3日療養のため病院を退職したが、仙台の医師等に医療器械購入資金として500円を贈られるなどして仙台に引き止められたため、元寺小路81番地の自宅で1日10人に限り診療を行ったが、11月初め何も告げずに福岡に帰郷した。

### 久留米時代
1883年（明治16年）10月久留米三本松町44番地に設けられた私立整理舎の教師となり、西洋医学教育の普及に努めた。1886年（明治19年）養子赤星藍城を副院長とした。

### 仙台時代
1887年（明治20年）10月伊沢文章、柴田昌玄等の要請で仙台に戻り、定禅寺通櫓丁22番地に住んだ。間もなく国分町私立仙台病院院長に迎えられ、1888年（明治21年）3月東一番丁63番地に移り、自宅にも診療所を設けた。
この頃には心の平穏を得、東二番丁仙台日本基督教会に通い、1888年（明治21年）6月押川方義に夫婦で洗礼を受けた。1888年（明治21年）7月岩手県私立磐井病院に出張して以降、県外に活動を広げた。

### 七ヶ浜時代
1889年（明治22年）12月5日宮城郡七ヶ浜村397番地に戸籍を移し、1890年（明治23年）11月喘息療養のため代ヶ崎に移住した。多聞山毘沙門天神社近くに肺病、脳病、気管支病患者を対象とした療養所を設け、赤星自治院と称した。1894年（明治27年）8月20日対岸に自治院附属馬放島療浴園を開設した。
転居当初は仙台市南町通帝国生命保険に出張し。1891年（明治24年）頃盛岡、青森まで足を伸ばした。1892年（明治25年）3月から石巻町私立牡鹿病院に出張し、5月から翌秋まで新田町で診療した。仙台では国分町伊沢文章診療所顧問医も務め、また名掛丁34番地に出張所を設けた。
1896年（明治29年）5月仙台市南材木町同仁医院の院長となったが、その後の消息ははっきりしない。1904年（明治37年）1月6日午後8時宮城県伊具郡で死去し、17日南町通仙台日本基督教会で葬儀が行われ、北山共同墓地に葬られた。

## 親族
- 父：赤星見竜 - 筑前国鞍手郡金生村医師[2]。
  - 弟：赤星恒哉[23]
- 妻：たか - 安政5年（1858年）11月16日生、1934年（昭和9年）11月13日仙台市狐小路24番地で没[1]。
- 長男：赤星仙太 - 1880年（明治13年）3月8日生、1923年（大正12年）3月17日高座郡茅ヶ崎町茅ヶ崎5854番地で没[1]。共立女子神学校神学科教授[25]。
  - 嫁：みよき - 1881年（明治14年）1月18日生[27]、1945年（昭和20年）または1946年（昭和21年）[27]1月24日仙台市成田町129番地で没[1]。
- 養子：姫野直哉 - 豊後国海部郡竹下村姫野平治郎三男[28]。1895年（明治28年）4月離縁[1]。
- 養子：赤星藍城 - 伊具郡角田本郷早川武市次男[1]。秋田市で開業[1]。